# 치악산 (소설)
《치악산》(1908년)은 이인직이 지은 신소설이다. 상·하 양편으로 되어 있으며, 상편은 이인직, 하편은 김교제의 작으로 상·하편의 작가가 다른 작품이다. 김교제 작 하편은 1911년에 간행되었다. 내용은 계모를 중심으로 한 가정 비극에 개화사조가 함께 얽혀진 작품으로 계모와 며느리의 갈등, 신구사상의 대립을 주제로 하고 있다. 이 작품엔 신교육 사상의 고취, 미신 타파 및 노복 등 하층계급의 반발의식이 여러 각도로 다루어져 있다.
또한 재래적인 구소설의 가정 비극에서 한걸음 발전되어 봉건적인 보수 가정과 진보적인 개화 가정을 대조시켰고, 몰락해 가는 봉건사회의 배경 속에서 노주(奴主)를 둘러싼 현실의 단면을 반영하고 있다. 그러나 구소설의 유형에서 완전히 탈피하지 못하고 내용은 여전히 해피 엔딩으로 맺어지고 있다.